# 518 a.C.
Séculos: (Século VII a.C. - Século VI a.C. - Século V a.C.)

## Eventos
Dario I, da Pérsia, conquista o Egito.

## Nascimentos
- Píndaro, poeta grego (m. 438 a.C.)